# Чена-Ридж (Аляска)
Чена-Ридж (англ. Chena Ridge) — переписна місцевість (CDP) в США, в окрузі Фербенкс-Норт-Стар штату Аляска. Населення — 6015 осіб (2020).

## Географія
Чена-Ридж розташована за координатами 64°47′56″ пн. ш. 148°1′26″ зх. д. / 64.79889° пн. ш. 148.02389° зх. д. (64.799021, -148.023779).  За даними Бюро перепису населення США в 2010 році переписна місцевість мала площу 95,48 км², з яких 94,45 км² — суходіл та 1,02 км² — водойми.

## Демографія
Згідно з переписом 2010 року, у переписній місцевості мешкала 5791 особа в 2323 домогосподарствах у складі 1543 родин. Густота населення становила 61 особа/км².  Було 2596 помешкань (27/км²).
Расовий склад населення:
| - 83,8 % — білих - 6,2 % — корінних американців - 1,8 % — азіатів - 1,3 % — чорних або афроамериканців |

До двох чи більше рас належало 6,1 %. Частка іспаномовних становила 3,2 % від усіх жителів.
За віковим діапазоном населення розподілялося таким чином: 23,5 % — особи молодші 18 років, 70,6 % — особи у віці 18—64 років, 5,9 % — особи у віці 65 років та старші. Медіана віку мешканця становила 36,9 року. На 100 осіб жіночої статі у переписній місцевості припадало 111,8 чоловіків;  на 100 жінок у віці від 18 років та старших — 112,9 чоловіків також старших 18 років.
Середній дохід на одне домашнє господарство  становив 113 011 долар США (медіана — 93 532), а середній дохід на одну сім'ю — 138 845 доларів (медіана — 110 316). За межею бідності перебувало 4,9 % осіб, у тому числі 2,7 % дітей у віці до 18 років та 0,0 % осіб у віці 65 років та старших.
Цивільне працевлаштоване населення становило 2991 особа. Основні галузі зайнятості: освіта, охорона здоров'я та соціальна допомога — 35,6 %, роздрібна торгівля — 11,2 %, науковці, спеціалісти, менеджери — 10,6 %.